# Floribert N´Galula
Floribert N´Galula Mbuyi (Kinshasa, 7 de Março de 1987) é um futebolista belga nascido no Zaire.